# Kəpəz Peşəkar Futbol Klubu
El Kəpəz Peşəkar Futbol Klubu, també conegut com a Kapaz PFK, és un club de futbol azerbaidjanès de la ciutat de Gandja.

## Història

### Època soviètica (1959-1991)
El Kapaz PFC es fundà l'any 1959 amb el nom Dinamo Kirovobad. Ascendí a la lliga soviètica el 1968 després de ser campió a la segona categoria. També s'ha anomenat Taraggi i Toxucu. Adoptà el nom Kapaz el 1982.

### Anys de glòria (1993-1999)
Des de 1991, després de la independència del país, es proclamà tres cops campió de lliga. El 1997-98 es proclamà campió imbatut, amb 22 victòries, 4 empats i cap derrota.

### Problemes financers (2002-present)
A partir de la dècada de 2000 patí dificultats econòmiques. El 2005, els propietaris del club decidiren adoptar el nom Ganja. El 2007 fou exclòs de la lliga pels problemes econòmics, passant a jugar a segona. El 2010 es proclamà campió d'aquesta categoria i ascendí a primera. El 2011 adoptà de nou el nom Kapaz PFC. El 2013 tornà a baixar a la segona categoria.

## Palmarès
- Lliga azerbaidjanesa de futbol:
  - 1994-95, 1997-98, 1998-99
- Copa azerbaidjanesa de futbol:
  - 1993-94, 1996-97, 1997-98, 1999-00
- Segona divisió de l'Azerbaidjan:
  - 2009-10
- Segona divisió soviètica:
  - 1967

## Partits a Europa
| Temporada | Competició                   | Ronda | País | Club                | Casa | Fora | Total |
| --------- | ---------------------------- | ----- | ---- | ------------------- | ---- | ---- | ----- |
| 1995/96   | Copa de la UEFA              | 1     |      | Austria Wien        | 0-4  | 1-5  | 1-9   |
| 1997/98   | Recopa d'Europa de futbol    | 1     |      | Dinaburg Daugavpils | 0-1  | 0-1  | 0-2   |
| 1998/99   | Lliga de Campions de la UEFA | 1     |      | LKS Lodz            | 1-3  | 1-4  | 2-7   |
| 1999/00   | Lliga de Campions de la UEFA | 1     |      | Sloga Jugomagnat    | 2-1  | 0-1  | 2-2   |
| 2000/01   | Copa de la UEFA              | 1     |      | Antalyaspor         | 0-2  | 0-5  | 0-7   |